# Necronectinae
De Necronectinae zijn een onderfamilie van krabben (Brachyura) uit de familie Portunidae.

## Geslachten
De Necronectinae omvatten de volgende geslachten:
- Necronectes  †  A. Milne-Edwards, 1881
- Sanquerus Manning, 1989
- Scylla De Haan, 1833